# Пол Адълстийн
Пол Адълстийн (на английски: Adelstein) е американски актьор.
Става известен с ролята си на таен агент Пол Келерман в американския сериал „Бягство от затвора“. Също така има гостувания в сериалите „Спешно отделение“ и „Анатомията на Грей“. За кратко време се появява и в сериала „Лас Вегас“.
Адълстийн е женен за Лиса Уейл от ноември 2006 г.